# Margaret Dorothea Rowbotham
Pour les articles homonymes, voir Rowbotham.
Margaret Dorothea Rowbotham, née le 19 juin 1883 à Plumstead et morte le 23 février 1978 à Willand, est une ingénieure et militante pour les droits des femmes à l'emploi britannique. Elle est une des membres fondatrices de la Women's Engineering Society.

## Biographie
Née le 19 juin 1883 au 6 Park Villas à Plumstead dans le Kent, Margaret Rowbotham (parfois connue sous le nom de Madge) est la fille de John Edward Rowbotham, courtier maritime, et de Miriam Anne Isaac. Elle fait ses études à la Blackheath High School (en) et obtient son diplôme en 1905 du Girton College de Cambridge, où elle a étudié les mathématiques. Elle obtient un diplôme d'enseignante au Cambridge Training College. En 1935, elle déclare au Register of Women Engineers qu'elle est « l'une des six premières femmes motocyclistes ». 
De 1906 à 1913, elle enseigne les mathématiques à la Roedean School (en) for girls de Brighton. Après avoir suivi une formation de six mois en ingénierie automobile à la British School of Motoring (en), elle obtient un certificat de conduite du RAC. Elle est ensuite affectée en 1914 à un poste d'enseignante au Rupert's Land Ladies' College, à Winnipeg, au Manitoba, où elle reste deux ans,. 
Elle rejoint Galloway Engineering Co. à Tongland près de Kirkcudbright dans le Dumfriesshire et devient surintendante d'atelier d'usinage et de travaux à Tongland Works à partir de 1917,
Après la Première Guerre mondiale, lorsque la loi de 1919 sur la restauration des pratiques d'avant-guerre entraîne la perte d'emplois pour de nombreuses femmes ingénieurs qualifiées, la Women's Engineering Society est créée en 1919, et Margaret Rowbotham en est l'une des signataires fondatrices et membres aux côtés de Rachel Mary Parsons, Katharine Parsons, Margaret, Lady Moir, Laura Annie Willson et Janetta Mary Ornsby. Elle est membre du conseil de la société jusqu'en 1944, en est nommée membre honoraire en 1962 et y reste impliquée tout au long de sa vie,.
En 1921, elle est employée à la Swainson Pump Company à Newcastle comme directrice adjointe des travaux,. Elle travaille ensuite à Model Laundries à Wealdstone (Kent) de 1922 à 1923 sous la direction d'Ethyl Jayne, avant d'enseigner à nouveau à la Roedean School en 1924. En 1927, elle est nommée directrice de la société d'ingénierie électrique M. Partridge & Co., fondée par sa partenaire Margaret Partridge (en), où elle reste jusqu'en 1953,. Elle occupe également d'autres postes d'ingénieur.
Dans ses dernières années, elle travaille à Eastbourne comme directrice d'une maison d'hôtes. 
Après sa retraite, elle vit dans le Devon, avec Margaret Partridge, et encourage les membres de leur Institut féminin local à équiper la salle des fêtes du village. Le 15 septembre 1962, le couple écrit une lettre de « conseils de grand-mère » sur les joies de la retraite à leurs collègues ingénieures du WES. Elles mentionnent la conception et la supervision de la construction d'un pavillon sportif, la transformation d'une demeure seigneuriale locale en école de garçons et la participation au conseil paroissial dans le cadre de leurs activités.
Les restes des deux Margaret reposent dans le cimetière de Willand. 
Margaret Dorothea Rowbotham est morte le 23 février 1978,.  Une partie de sa correspondance a été archivée à l'Imperial War Museum. Elle comprend des informations sur les femmes travaillant dans les champs et la création d'une exposition sur les pompes à huile et à eau au musée.